# Arabunnachiltonia murphyi
Arabunnachiltonia murphyi is een vlokreeftensoort uit de familie van de Chiltoniidae. De wetenschappelijke naam van de soort is voor het eerst geldig gepubliceerd in 2009 door King.